# 水上悟志
水上 悟志（みずかみ さとし、1980年2月20日 - ）は、日本の漫画家。大阪府出身。大阪総合デザイン専門学校漫画学科卒業。男性。代表作は『惑星のさみだれ』、『スピリットサークル』、『戦国妖狐』など。

## 来歴
1980年2月20日、大阪府にて誕生。大学を中退し、漫画家になるために大阪総合デザイン専門学校漫画学科に入学する。
2002年、第2回ヤングキングアワーズ新人賞受賞作の『弥一郎』が『ヤングキングアワーズ増刊号』（少年画報社）に掲載されデビューを果たす。同年、『ヤングキングアワーズ』（同）にて初の連載作品となる『散人左道』の連載を開始。以降、同誌で活動し、同誌の作家陣の一員として扱われる。
2005年、同誌6月号より「水上の出世作」となる『惑星のさみだれ』の連載を開始。同作は2010年に完結。2008年、『月刊コミックブレイド』（マッグガーデン）にてファンタジー『戦国妖狐』の連載を開始。
大阪府出身だが、一時期東京都にも住んでいた。『エンジェルお悩み相談所』連載中に関東に引っ越し、2010年には千葉県船橋市に仕事場を構えている。
2011年、『ヤングキングアワーズ』8月号より隔号で読み切り連作シリーズ『宇宙大帝ギンガサンダー』の発表を開始。2012年、同誌にて輪廻転生をテーマにした『スピリットサークル -魂環-』の連載を開始。
2018年、J.C.STAFF制作によるテレビアニメ『プラネット・ウィズ』の原作・脚本・キャラクター原案を担当。また、同作の漫画版をヤングキングアワーズ（少年画報社）2018年6月号から2022年9月号まで連載。
2020年、MAGCOMIにて『最果てのソルテ』の連載を開始。

## 作風
非日常的な題材を扱うことが多い。シリアスな設定や展開のなかに間の抜けたシーンを挟むことが多い。一部の作品間では、世界観を共有しているものが描かれることがある。
小学2年生の頃から漫画家を志し、特に漫画の演出やコマ割りには子供の頃から強いこだわりを持っていたと語っている。新人時代には、担当編集者からキャラクター（特に女性キャラクターの魅力）や構図、コマ割りへの工夫、背景をしっかり描く点などが評価されていた一方で、水上自身は背景描写は不得手であり、現在も画力には満足していない旨の発言をしている。
実際に、『ヤングキングアワーズ』のインタビュー等では、しばしば自分の絵を下手と言ってネタにしたり、過去の自分に向けてもっと絵を勉強しろと言っている。

## 人物
カエル、酒、妖怪などを好み、作中に何らかの形でたびたび登場させている。自画像もカエルのお面を被っていたり、カエルそのものだったりする。
学生時代には柔道や日本拳法を経験している。元アシスタントに、石坂ケンタがいる。

## 作品リスト

### 漫画作品

#### 連載
- 散人左道（『ヤングキングアワーズ』2002年11月号 - 2004年7月号） - 連載デビュー作[1]。
- エンジェルお悩み相談所（『まんがタイムジャンボ』2004年 - 2006年）
- 惑星のさみだれ（『ヤングキングアワーズ』2005年6月号[6] - 2010年10月号[7]）
- サイコスタッフ（『まんがタイムきららフォワード』Vol.1 - Vol.7）
- ぴよぴよ（『ヤングキングアワーズプラス』2006年9月号 - 2007年1月号） - 『ぴよぴよ 水上悟志短編集 Vol.2』に収録。
- 戦国妖狐（『月刊コミックブレイド』2008年2月号 - 『MAGCOMI』2016年5月20日）
- スピリットサークル -魂環-（『ヤングキングアワーズ』2012年7月号[11] - 2016年5月号）
- おれのまんが道（仮）→まんが左道（『ヤングキングアワーズ』 - 連載中） - エッセイ漫画。
- 二本松兄妹と木造渓谷の冒険（『ヤングキングアワーズ』2017年8月号 - 2018年1月号）
- プラネット・ウィズ（『ヤングキングアワーズ』2018年6月号 - 2022年9月号、全50話）
- 最果てのソルテ（『MAGCOMI』2020年1月20日 - ）- 不定期連載。
- クライマックスネクロマンス（『ヤングキングアワーズ』2024年3月号 - ）- ネーム原作担当、作画：瀬戸一里

#### 読み切り
- 弥一郎（『ヤングキングアワーズ増刊』2002年3月号） - 『げこげこ 水上悟志短編集』に収録。
- 伝説の男（『ヤングキングアワーズ』2002年6月号） - 『げこげこ 水上悟志短編集』に収録。
- げこげこ（『ヤングキングアワーズ増刊』2002年7月号） - 『げこげこ 水上悟志短編集』に収録。
- 除霊師（『ヤングキングアワーズ』2002年8月号） - 『げこげこ 水上悟志短編集』に収録。
- 読書の時間（『ヤングキングアワーズ』2002年9月号） - 『げこげこ 水上悟志短編集』に収録。
- 怪人夏伍郎（『ヤングキングアワーズ』2002年10月号） - 『げこげこ 水上悟志短編集』に収録。
- High Jump Rabbit（『ヤングキングアワーズ増刊』2003年4月号） - 『げこげこ 水上悟志短編集』に収録。
- 竹屋敷姉妹、みやぶられる（『ミラクルジャンプ』2004年6月30日号）‐『水上悟志短編集 放浪世界』に収録。
- 鋼鉄神将オメガフロッグ（『ヤングキングアワーズ』2004年10月号） - 『げこげこ 水上悟志短編集』に収録。
- 龍と少女と百鬼町（『ヤングキングアワーズ』2004年11月号） - 『げこげこ 水上悟志短編集』に収録。
- 魔界斬妖剣・ドキドキ地獄変（『ヤングキングアワーズ』2005年2月号） - 『ぴよぴよ 水上悟志短編集 Vol.2』に収録。
- がんばってちゃんとやめよーぜ（『ヤングキングアワーズ』2005年3月号） - 『ぴよぴよ 水上悟志短編集 Vol.2』に収録。
- サンダーガールと百鬼町（『ヤングキングアワーズプラス』2005年10月号） - 『ぴよぴよ 水上悟志短編集 Vol.2』に収録。
- えらぶみち（『ヤングキングアワーズプラス』2006年3月号） - 『ぴよぴよ 水上悟志短編集 Vol.2』に収録。
- 風穴頭と百鬼町（『ヤングキングアワーズプラス』2006年6月号） - 『ぴよぴよ 水上悟志短編集 Vol.2』に収録。
- 惑星のさみだれ ドラマCDアフレコレポート（『ヤングキングアワーズ』2009年7月号[16]）
- 宇宙大帝ギンガサンダー[10] - 読み切り連作シリーズ[9][10]、隔号掲載[9]
  - 超疾走全霊兵器 己の拳!!（『ヤングキングアワーズ』2011年8月号[9]） - 『宇宙大帝ギンガサンダーの冒険 水上悟志短編集 Vol.3』に収録。
  - シャンバラのお絵描きネル（『ヤングキングアワーズ』2011年10月号） - 『宇宙大帝ギンガサンダーの冒険 水上悟志短編集 Vol.3』に収録。
  - 恋の鈴鳴る百鬼町（『ヤングキングアワーズ』2011年12月号） - 『宇宙大帝ギンガサンダーの冒険 水上悟志短編集 Vol.3』に収録。
  - 醒誕祭（『ヤングキングアワーズ』2012年2月号[17]） - 『宇宙大帝ギンガサンダーの冒険 水上悟志短編集 Vol.3』に収録。
  - 彼の旅が終わる（『ヤングキングアワーズ』2012年4月号[10]） - 『宇宙大帝ギンガサンダーの冒険 水上悟志短編集 Vol.3』に収録。
- わにあに（『ブラコンアンソロジー Liqueur－リキュール－』収録作品[18]） - 『宇宙大帝ギンガサンダーの冒険 水上悟志短編集 Vol.3』に収録。
- まつりコネクション（『モーニング』2015年8号）‐『水上悟志短編集 放浪世界』に収録。
- 今更ファンタジー（『モーニング・ツー』2017年5号）‐『水上悟志短編集 放浪世界』に収録。
- エニグマバイキング（『月刊コミックガーデン』2017年10月号） ‐『水上悟志短編集 放浪世界』に収録。
- 虚無をゆく（『月刊コミックガーデン』2017年11月号）‐『水上悟志短編集 放浪世界』に収録。
- 異世界エッセイ 作・バケツ（『MAGCOMI』2019年11月20日） - 『最果てのソルテ』第2巻に収録[19]。

### 書籍
- 『散人左道』、少年画報社〈ヤングキングコミックス〉2003年 - 2004年、全2巻
- 『水上悟志短編集』、少年画報社〈ヤングキングコミックス〉2004年 - 、既刊3巻
  1. 『げこげこ 水上悟志短編集』、2004年、ISBN 4-7859-2494-2
  2. 『ぴよぴよ 水上悟志短編集 Vol.2』、2007年3月1日初版発行、ISBN 978-4-7859-2741-7
  3. 『宇宙大帝ギンガサンダーの冒険 水上悟志短編集 Vol.3』、2012年[18]、ISBN 978-4-7859-3851-2
- 『エンジェルお悩み相談所』、芳文社〈まんがタイムコミックス〉2006年、全1巻
  - （新装版）少年画報社〈ヤングキングコミックス〉2012年[18]、全1巻
- 『惑星のさみだれ』、少年画報社〈ヤングキングコミックス〉2006年 - 2010年、全10巻
- 『サイコスタッフ』芳文社〈まんがタイムKRコミックス〉2007年、全1巻
- 『戦国妖狐』、マッグガーデン〈ブレイドコミックス〉2008年 - 2016年、全17巻
- 『スピリットサークル -魂環-』、少年画報社〈ヤングキングコミックス〉2012年 - 2016年、全6巻
- 『水上悟志短編集 放浪世界』、マッグガーデン〈ブレイドコミックス〉2018年、全1巻
- 『プラネット・ウィズ』、少年画報社〈ヤングキングコミックス〉2018年[20] - 2022年[21]、全8巻
- 『最果てのソルテ』、マッグガーデン〈ブレイドコミックス〉2021年[12] - 、既刊4巻（2025年4月10日現在）
- 『クライマックスネクロマンス』、少年画報社〈ヤングキングコミックス〉2024年[22] - 、既刊2巻（2025年3月10日現在）

### アンソロジー
- 『ブラコンアンソロジー Liqueur－リキュール－』ソフトバンククリエイティブ〈フレックスコミックス〉2011年4月12日発売[23]、ISBN 978-4-7973-6428-6 - 参加[23]
- 『TRIGUN -Multiple Bullets-』2011年12月[24] - 描きおろし漫画[24]

### その他

#### アニメ関連
- 蒼き鋼のアルペジオ -アルス･ノヴァ- （アニメ、2013年）第10話のエンドカード
- 僕らはみんな河合荘（アニメ、2014年）第2話のエンドカード
- プラネット・ウィズ（アニメ、2018年）シリーズ構成・ネーム（脚本原案）・キャラクター原案[25][26]
- 惑星のさみだれ（アニメ、2022年）原作・シリーズ構成
- 悪役令嬢転生おじさん（アニメ、2025年）第11話のエンドカード[27]

#### 寄稿
- COMIC ZIN開店記念小冊子（2009年2月[28]） - イラスト寄稿[28]
- 『ディーふらぐ!』第1巻発売記念特製小冊子（2009年2月[29]） - 参加[29]
- 特集「全国3000店の書店員が選んだ 2009年絶対に読んでほしい漫画 BEST50」（『オトナファミ2010 February』[30]、エンターブレイン） - インタビュー寄稿[30]
- 石黒正数デビュー10周年記念小冊子『ネムルバカ1.5巻』（『月刊COMICリュウ』2010年3月号付録[31]） - トリビュートイラスト・漫画寄稿[31]